# Centro Nacional de Investigaciones Cardiovasculares
El Centro Nacional de Investigaciones Cardiovasculares (CNIC), es un organismo español dependiente del Ministerio de Ciencia e Innovación y del Instituto de Salud Carlos III, fue fundado en 1999.

## Descripción
El CNIC cuenta con respaldo del sector público, y a través de la Fundación ProCNIC, (integrada por empresas privadas españolas), también se implica el CNIC.
Esta administración pública y con las empresas privadas, tiene proyectos de investigación, con el Sistema Nacional de Salud, en el área cardiovascular (investigación biomédica): modelo de investigación traslacional, de doble dirección, que permita tanto la aplicación de los conocimientos básicos al diagnóstico, tratamiento, pronóstico o prevención de las enfermedades cardiovasculares como contribuir a responder a los interrogantes científicos que surgen de la práctica clínica diaria en la cabecera del paciente. El Presidente del Directorio es Valentín Fuster.